# 텔테일 게임즈
법인 텔테일(상호: 텔테일 게임즈)는 미국에 존재했던 비디오 게임 개발사였다. 본사는 캘리포니아주 산라파엘에 위치했으며, 본래 2004년 7월 루카스아츠가 어드벤처 게임 개발을 중단하자 퇴사한 개발자 케빈 브루너, 댄 코너스와 트로이 몰랜더를 주축으로 설립됐다. 텔테일은 어드벤처 게임을 에피소드 단위 발매 형식으로 디지털 배급하는 판매 형식을 자리잡는 데 공헌했다.
《더 워킹 데드: 더 파이널 시즌》 출시 중 텔테일은 최후의 투자자가 지원을 중단하면서 대형 구조조정에 들어갔다. 2018년 9월 21일, 텔테일은 계약을 이수하기 위한 25명의 극소수 인원을 제외한 개발자들을 모두 해고했다. 2018년 10월, 텔테일 게임즈는 파산신청을 했다. 이후 텔테일의 자산은 LCG 엔터테인먼트가 매수해 게임 제작을 이었으며, 2019년 8월부터 '텔테일 게임즈' 브랜드를 부활시켜 운영하고 있다.

## 주요 작품
- 더 워킹 데드
- 더 워킹 데드: 시즌 2
- 더 워킹 데드: 뉴 프론티어
- 더 워킹 데드: 파이널 시즌
- 더 울프 어몽 어스
- 마인크래프트: 스토리 모드
- 텔테일 텍사스 홀덤
- 테일즈 오브 몽키 아일랜드
- 백 투 더 퓨처 게임
- 포커 나이트 엣 디 인벤토리
- 쥬라기공원: 더게임
- 왕좌의 게임
- 테일즈 프롬 더 보더랜드

## 파장
2012년 출시된 《더 워킹 데드》 시즌 1은 2000년 이후 침체기에 접어든 어드벤처 게임 장르에 다시금 열기를 불어넣은 데 큰 역할을 했다고 거론된다.

## 참조

### 내용주
1. ↑  영어: Telltale Incorporated
2. ↑  영어: Telltale Games